# خرم أباد (رقة)
خرم أباد (بالفارسية: خرم‌آباد) هي مستوطنة تقع في إيران في قسم رقة الريفي. يقدر عدد سكانها بـ 9 نسمة .